# Glucose-6-phosphat-Dehydrogenase
Die Glucose-6-phosphat-Dehydrogenase (alternative Namen: Glukose-6-phosphat-1-Dehydrogenase; Abkürzung: G6PD, G6PDH) ist das in allen Chordatieren vorhandene Enzym, das die Umwandlung von Glucose-6-phosphat in 6-Phosphogluconolacton bewerkstelligt. Diese chemische Reaktion ist Teil des Pentosephosphatwegs im Stoffwechsel. Mutationen am G6PD-Gen können zu Defekten am codierten Enzym führen, und damit zu einem G6PD-Mangel.
G6PD ist ein Enzym aus der Gruppe der Oxidoreduktasen. Sie ist ein homodimeres oder auch homotetrameres Protein und kommt in zwei Isoformen vor: eine kurze Isoform mit einer molaren Masse von 59 kDa und 514 Aminosäuren, sowie eine lange Isoform mit 560 Aminosäuren. Die lange Isoform findet sich in Lymphoblasten, Granulozyten und Spermazellen. Die kurze Isoform findet sich in der Leber und vor allem in den roten Blutkörperchen (Erythrozyten). Beide Isoformen binden NADP zweifach: einmal am N-terminalen Ende des Enzyms als Kofaktor (zwischen der Aminosäure 27 und 210) und einmal als strukturelles Element am C-terminalen Ende.

## Katalysierte Reaktion
+ NADP+ ⇒
 + NADPH/H+
Das Enzym G6PD hat die Aufgabe, die Reaktion von Glucose-6-phosphat nach D-Glucono-1,5-lacton-6-phosphat (6-Phosphoglucono-δ-lacton) unter Umwandlung von NADP+ nach NADPH zu katalysieren.
Eine Mutation des Glucose-6-phosphat-Dehydrogenase-Gens (G6PD-Gen) auf Abschnitt q28 des X-Chromosoms (Xq28) bei Menschen (DEHUG6 Locus) führt zur Erkrankung des Glucose-6-phosphat-Dehydrogenase-Mangels oder auch Favismus benannt.

## Datenbanken
- Glucose-6-phosphat-Dehydrogenase. In: Online Mendelian Inheritance in Man. (englisch), Stand 21. Juli 2006.
- Datensatz 120731. EntrezProtein des National Center for Biotechnology Information (NCBI), National Library of Medicine (NLM), USA, Stand 19. September 2006 (englisch).
- Datensatz UniProt P11413. SwissProt Datenbank, Universität Genf, Schweiz, Stand 19. September 2006 (englisch).
- Datensatz G6PD. Human Gene Mutation Database (HGMD), Institute of Medical Genetics, Cardiff UK, Stand: 23. September 2006 (englisch).